# Słubice

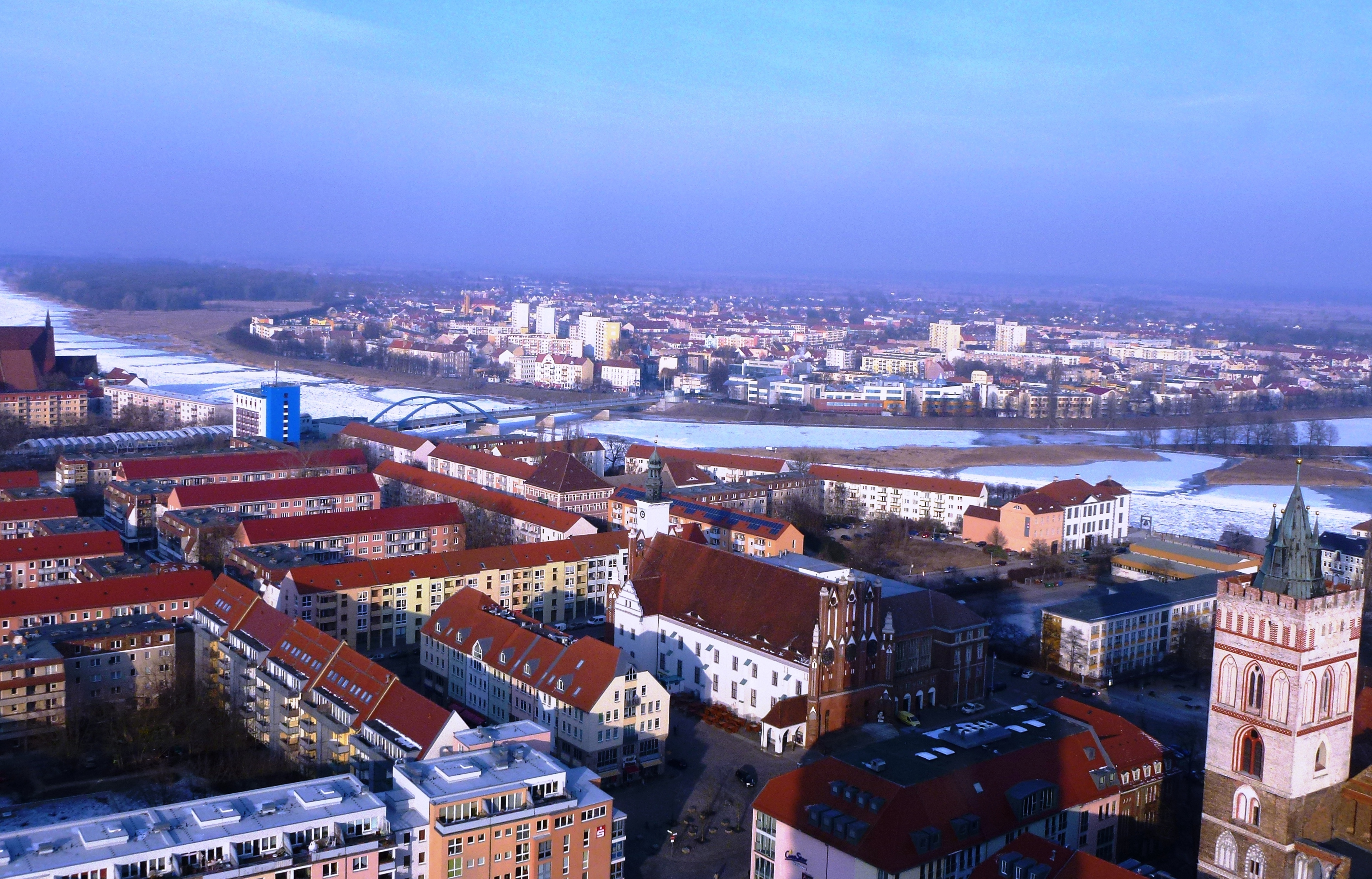
Vista de Słubice desde Fráncfort del Óder

Słubice es una ciudad polaca del Voivodato de Lubus, situada en la orilla del río Óder, directamente frente a la ciudad alemana de Fráncfort del Óder, de la que formó parte hasta el año 1945 al redefinirse en la línea Oder-Neisse la frontera entre Polonia y la zona de ocupación soviética en Alemania (posterior RDA). Según el censo del año 2001, tiene una población de 25 000 habitantes.

## Historia

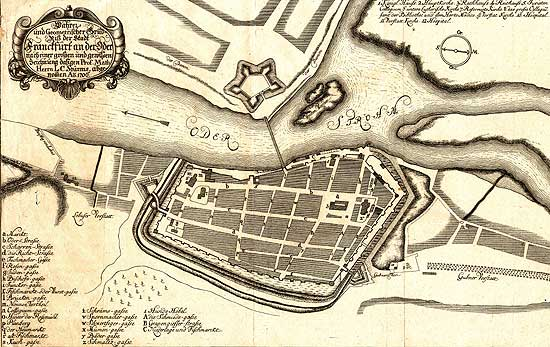
Słubice en el año 1701

El nombre es una versión moderna restaurada de Zliwitz, un asentamiento eslavo al este de la calzada Brandendamm cruzando el Óder, que se menciona en 1253 en la carta fundacional de la ciudad de Fráncfort del Óder. Los margraves Ascanianos de Brandeburgo habían comprado la Tierra de Lubusz circundante al duque de Silesia Bolesław II Rogatka en 1248.
Słubice está estrechamente ligada a su hermana alemana, Fráncfort del Óder, de la que formó parte hasta 1945. Las dos ciudades comparten muchas comodidades urbanas y colaboran en varios proyectos, como una planta de tratamiento de aguas residuales en Słubice que sirve ambas ciudades, y la extensión del Colegio Polónico (Collegium Polonicum) de algunos de los departamentos de la Universidad Europea Viadrina en el lado polaco de la frontera. Además, Słubice es parte de una especial Zona Económica Słubice-Kostrzyn.
Słubice fue el escenario de la película Luces distantes (2003), así como de escenas en Grill Point (2002).
Esta ciudad es la primera en el mundo que tiende un monumento dedicado a Wikipedia. El objetivo del mismo será "destacar el papel de la cooperación internacional, del trabajo conjunto de todas esas personas que unen esfuerzos desinteresadamente para el bien de los demás, para fomentar la cultura y el conocimiento". Fue diseñado por el artista armenio Mihran Hakobjan, y se inauguró el 22 de octubre de 2014.

## Ciudades hermanadas
Słubice está hermanada con las siguientes ciudades:
- Fráncfort del Óder, Brandeburgo, Alemania (1975).
- Heilbronn, Baden-Wurtemberg, Alemania (1998).
- Tijuana, Baja California, México (1998).
- Yuma, Arizona, Estados Unidos (2000).
- Shostka, Sumy, Ucrania (2008).
- Elektrėnai, Lituania (2010).
- La Paz, Baja California Sur, México (2013).

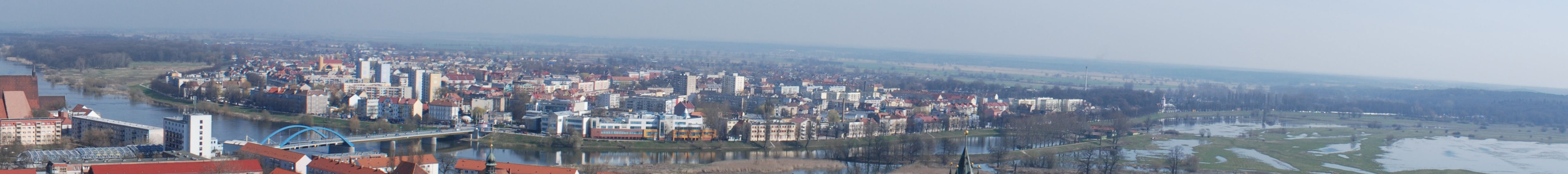
Vista paronámica de la localidad de Słubice.